# Indústria de jogos eletrônicos
A indústria de jogos eletrônicos (português brasileiro) ou indústria de jogos electrónicos (português europeu) (antes referido como entretenimento interativo) é um setor econômico envolvido com o desenvolvimento, marketing e venda de videogames e consoles de videogame. Ela engloba dúzias de disciplinas de empregos e emprega milhões de pessoas mundialmente.

## História

### 1940–1960
Antes de 1970, não havia um aspecto comercial significante para a indústria de jogos eletrônicos, mas muitos avanços na computação iriam definir o nascimento da indústria.
Muitas máquinas de jogos interativas baseadas em computador disponíveis publicamente usavam outros mecanismos para imitar uma tela; enquanto que tecnicamente não eram "jogos eletrônicos", eles tinham elementos de interatividade entre o jogador e a máquina. Outros exemplos disso incluíam o "Nimatron" de 1940, um dispositivo eletromagnético baseado em relay em que se jogava Nim projetado por Edward Condon e construído por Westinghouse Electric Corporation para a Feira Mundial de Nova Iorque, Bertie the Brain, um jogo de arcade de jogo da velha, construído por Josef Kates para a Exibição Nacional Canadense de 1950, e Nimrod criado pela firma de engenharia Ferranti para o Festival da Britânia de 1951.

### 2000–atualmente
A indústria de jogos eletrônicos tem constantemente expandido. O lucro em 2007 foi de US$ 9,5 bilhões, ultrapassando a indústria cinematográfica. A receita bruta em 2007 alcançou US$ 18,8 bilhões, e dez anos depois, em 2017, alcançou US$ 36 bilhões.

## Conceito de entretenimento interativo
Interactive entertainment é qualquer atividade que retém a atenção dos participantes através de feedback. A frase é tipicamente usada como terminologia técnica para se referir à prática de desenvolvimento de jogos, assim como a indústria de Video games.

### Origem
Embora Hal Halpin reivindica os créditos pela frase com a renomeação da GameWeek Magazine para Interactive Entertainment Magazine em 2001, a frase havia sido usada há muito tempo antes dele. Por exemplo: a frase já tinha sido usada em Compute!'s First Book of Atari em 1987 por Michael Tomczyk.